# Gymnothorax javanicus
La morena gigante (Gymnothorax javanicus) es una especie de pez actinopterigio anguiliforme de la familia de los morénidos.

## Etimología
Gymnothorax viene del griego antiguo gymnos, "desnudo" y thorax, "tórax". El epíteto específico javanicus se refiere a la isla indonesia de Java, donde esta morena vive comúnmente en sus arrecifes.

## Descripción
Como sugiere su nombre, la morena gigante es una anguila grande, que alcanza hasta 3 m de largo y 30 kg de peso. Su cuerpo alargado es de color marrón. Mientras que los juveniles son de color canela con grandes manchas negras, los adultos tienen manchas negras que se transforman en manchas parecidas a las de un leopardo detrás de la cabeza.

## Distribución
Se encuentra desde el Mar Rojo y África Oriental hasta las Islas Marquesas, Islas Pitcairn, las Islas Ryukyu, Hawái, Nueva Caledonia y Costa Rica (Isla del Coco).

## Biología

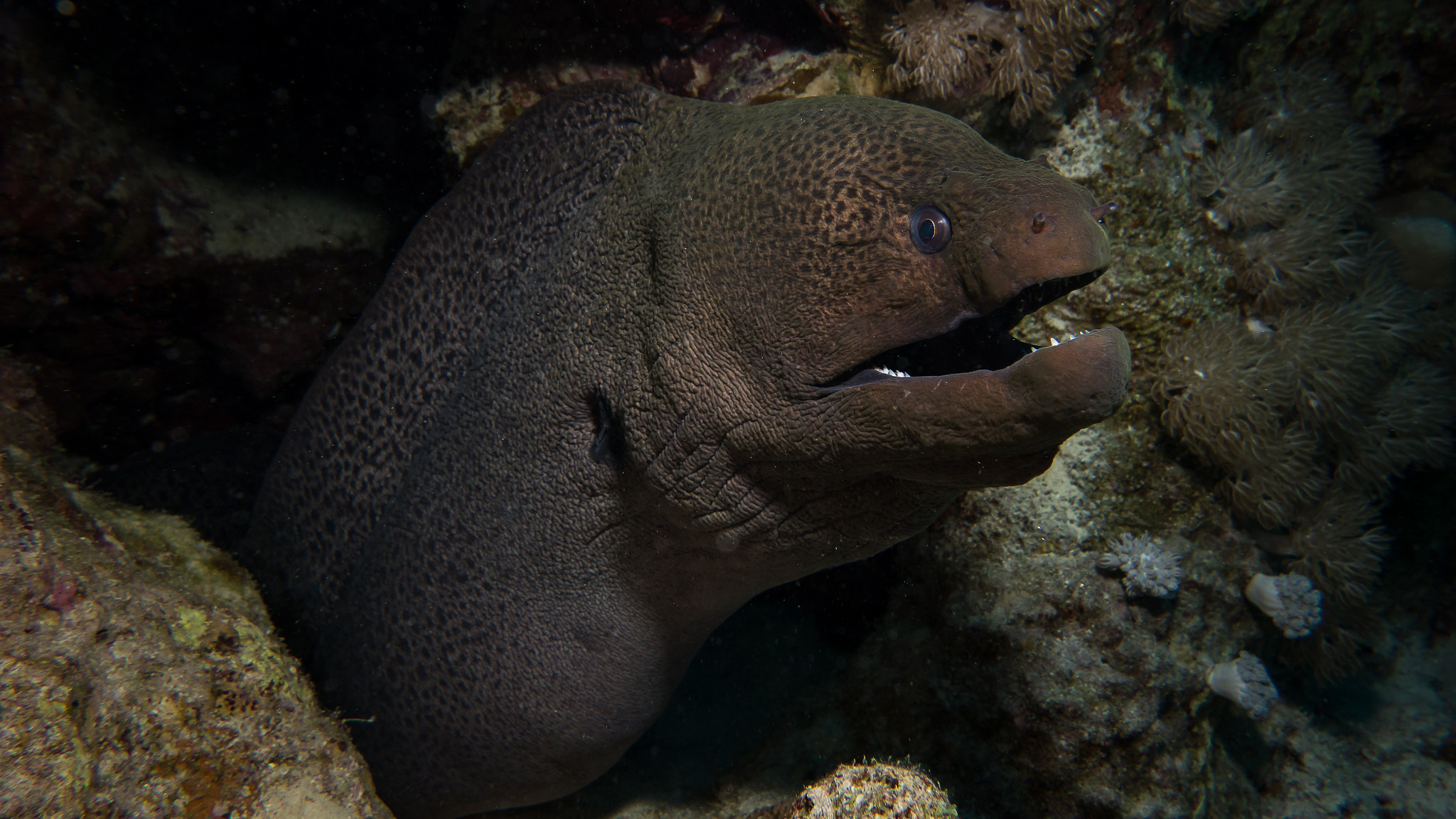
Morena gigante (Gymnothorax javanicus)

La morena gigante es carnívora y nocturna, cazando a sus presas dentro del arrecife. Se sabe que participa en la caza cooperativa con el mero coralino errante (Plectropomus pessuliferus). Estas dos especies de peces son cazadores complementarios: mientras la anguila caza en el arrecife, puede asustar a sus presas y sacarlas de sus escondites, dejándolas para que el mero se las coma. De manera similar, la caza del mero sobre el arrecife puede hacer que la presa intente buscar refugio en el arrecife, donde la morena puede emboscarlos.
La morena gigante se alimenta principalmente de peces y ocasionalmente de crustáceos. Esta morena se identificó recientemente como un depredador natural del pez león (Pterois miles) en su hábitat natural en el mar Rojo. Una morena gigante madura tiene pocos depredadores naturales, aunque puede competir por el alimento con los tiburones que habitan en los arrecifes. Los lábridos limpiadores se encuentran comúnmente en su presencia, limpiando el interior de su boca.
Se ha demostrado que Gymnothorax javanicus tiene volúmenes de techo óptico muy pequeños, lo que indica que cazan principalmente valiéndose del olfato más que de la visión.

## Observaciones
Hay informes de envenenamiento por ciguatera.

## Galería de imágenes

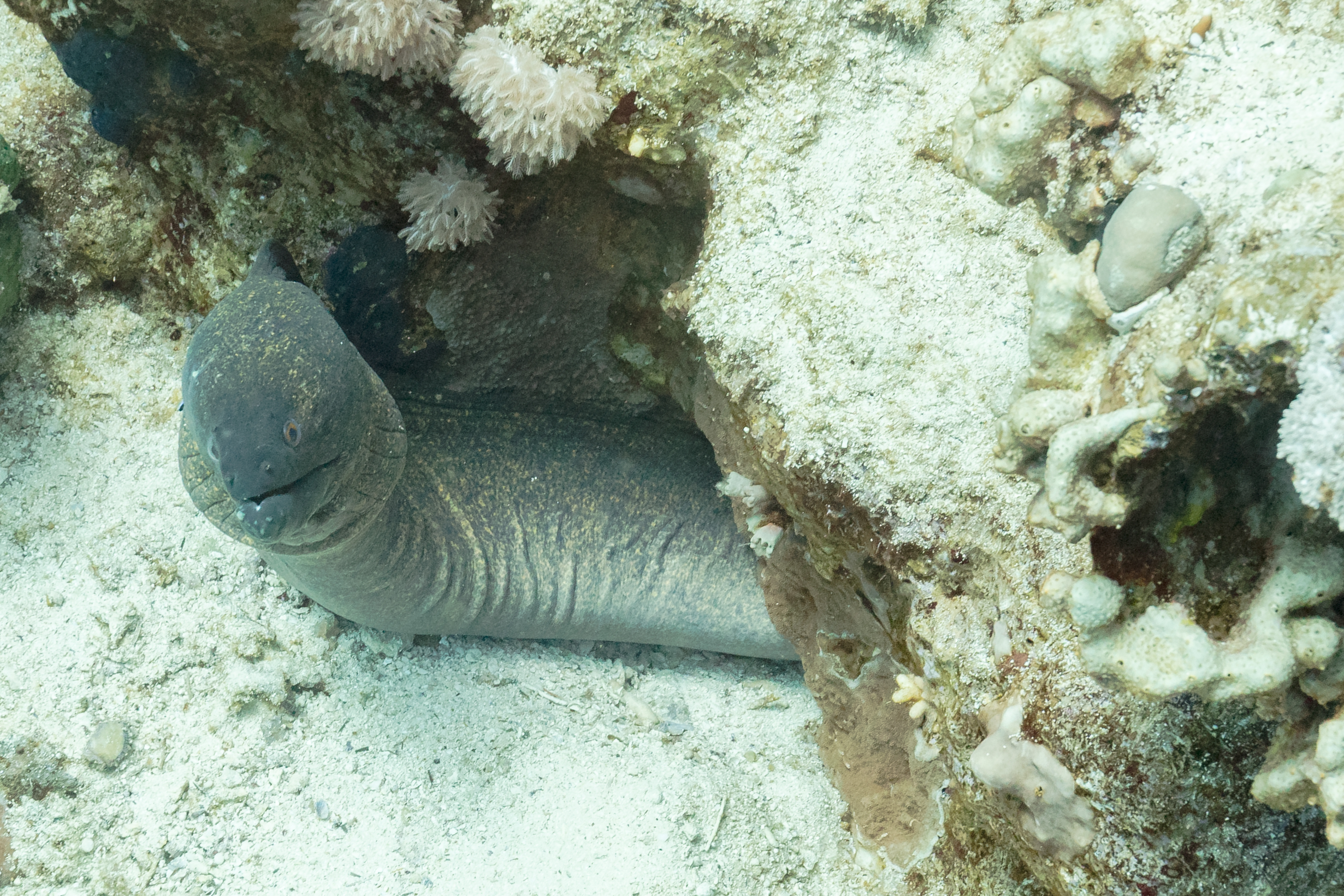
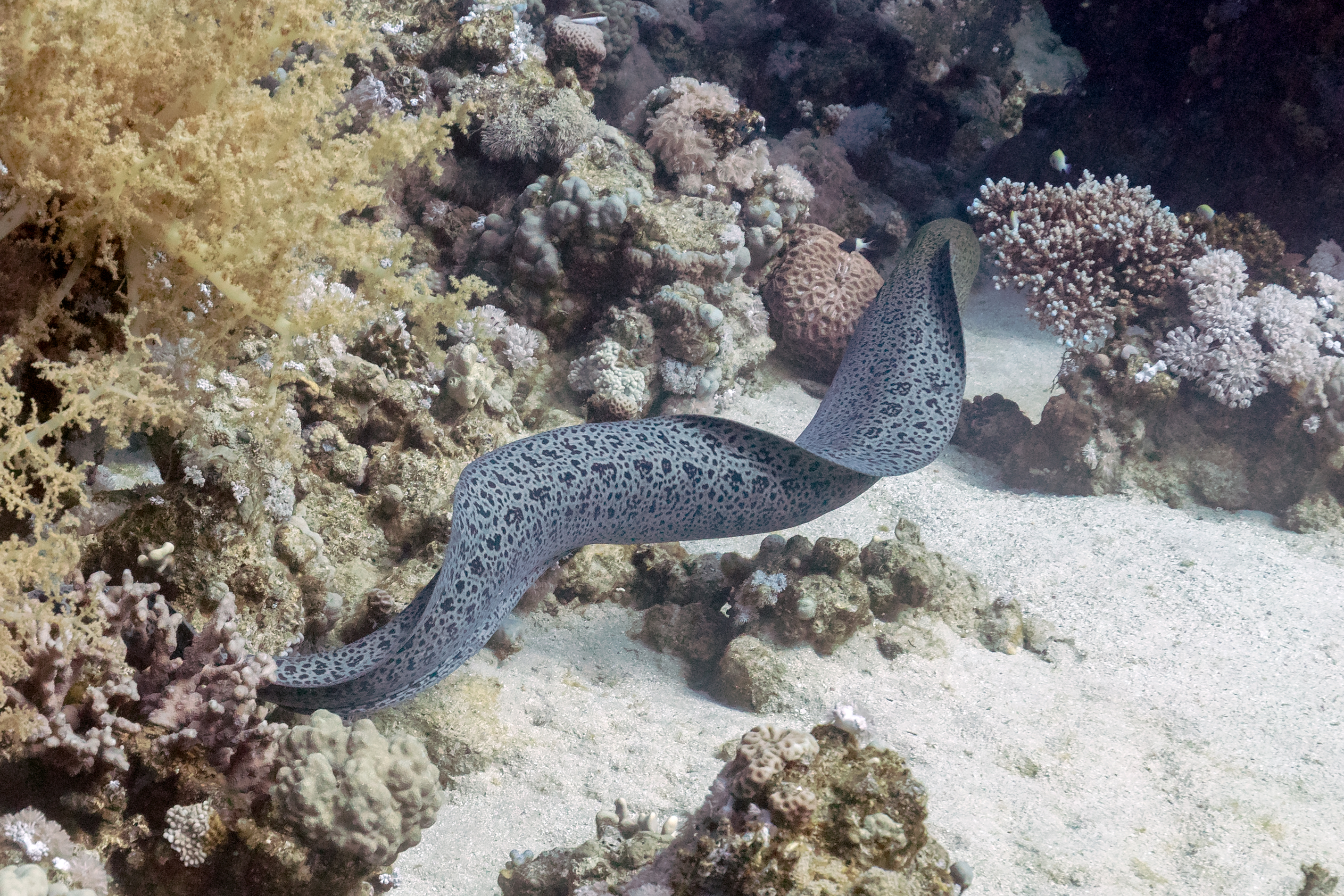
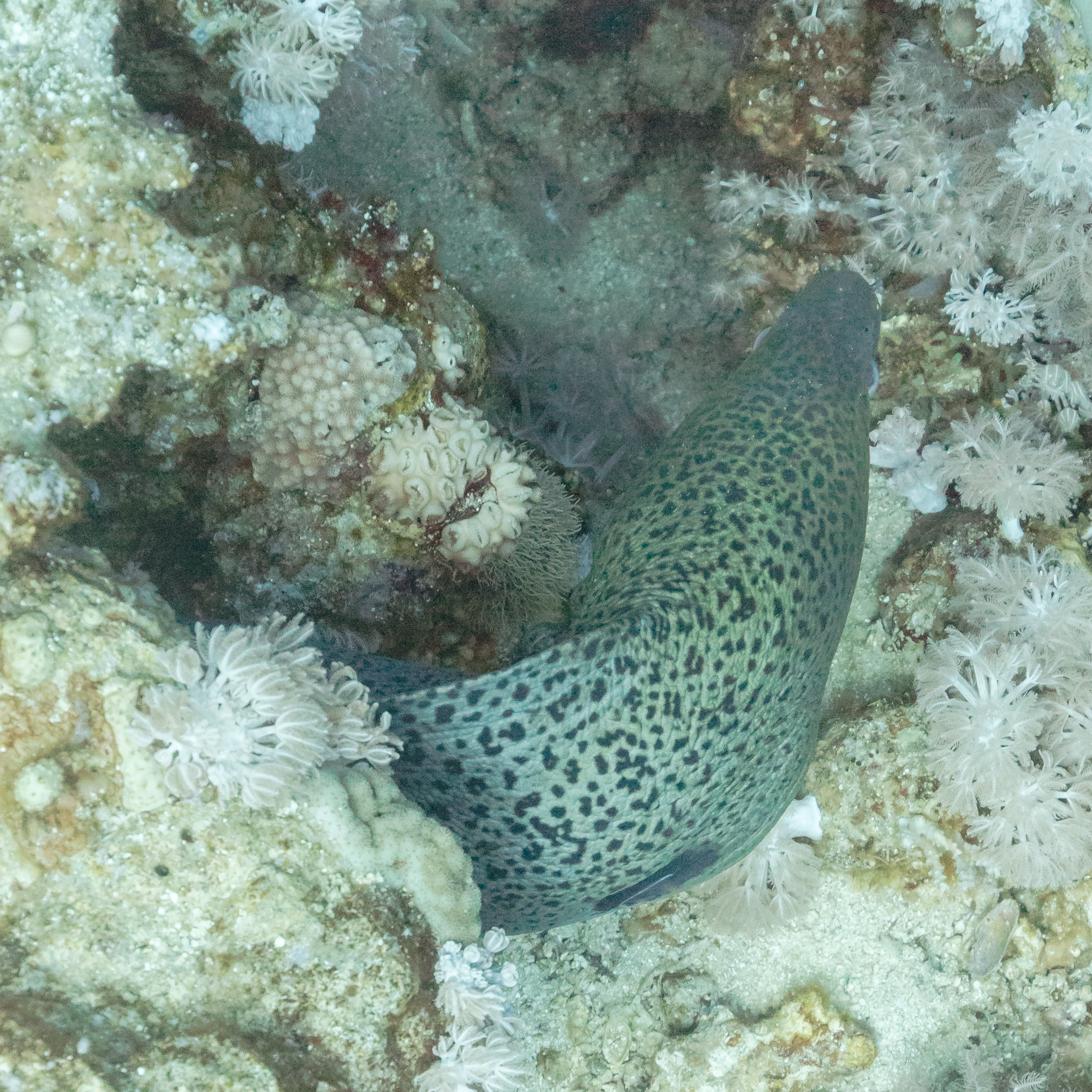
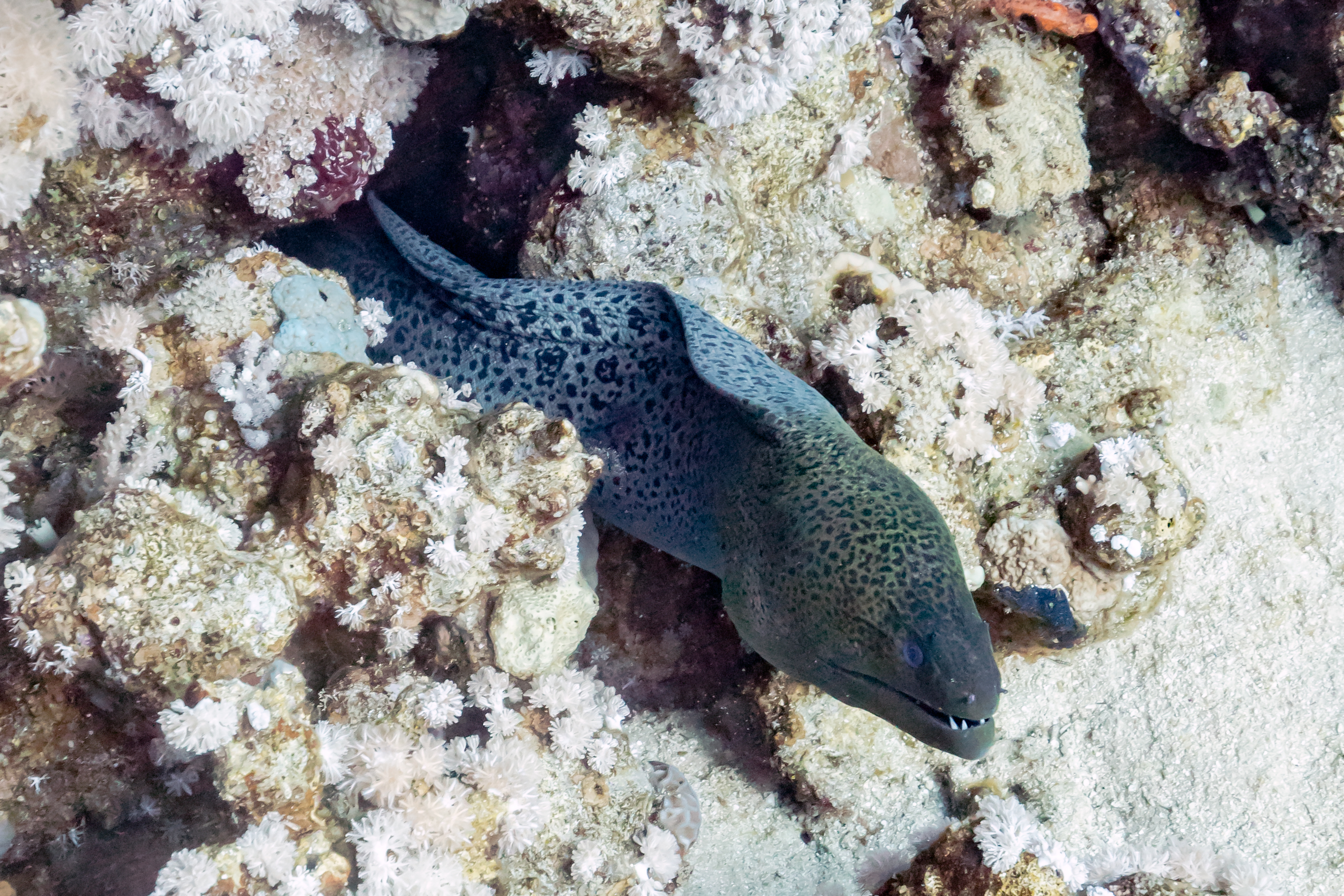
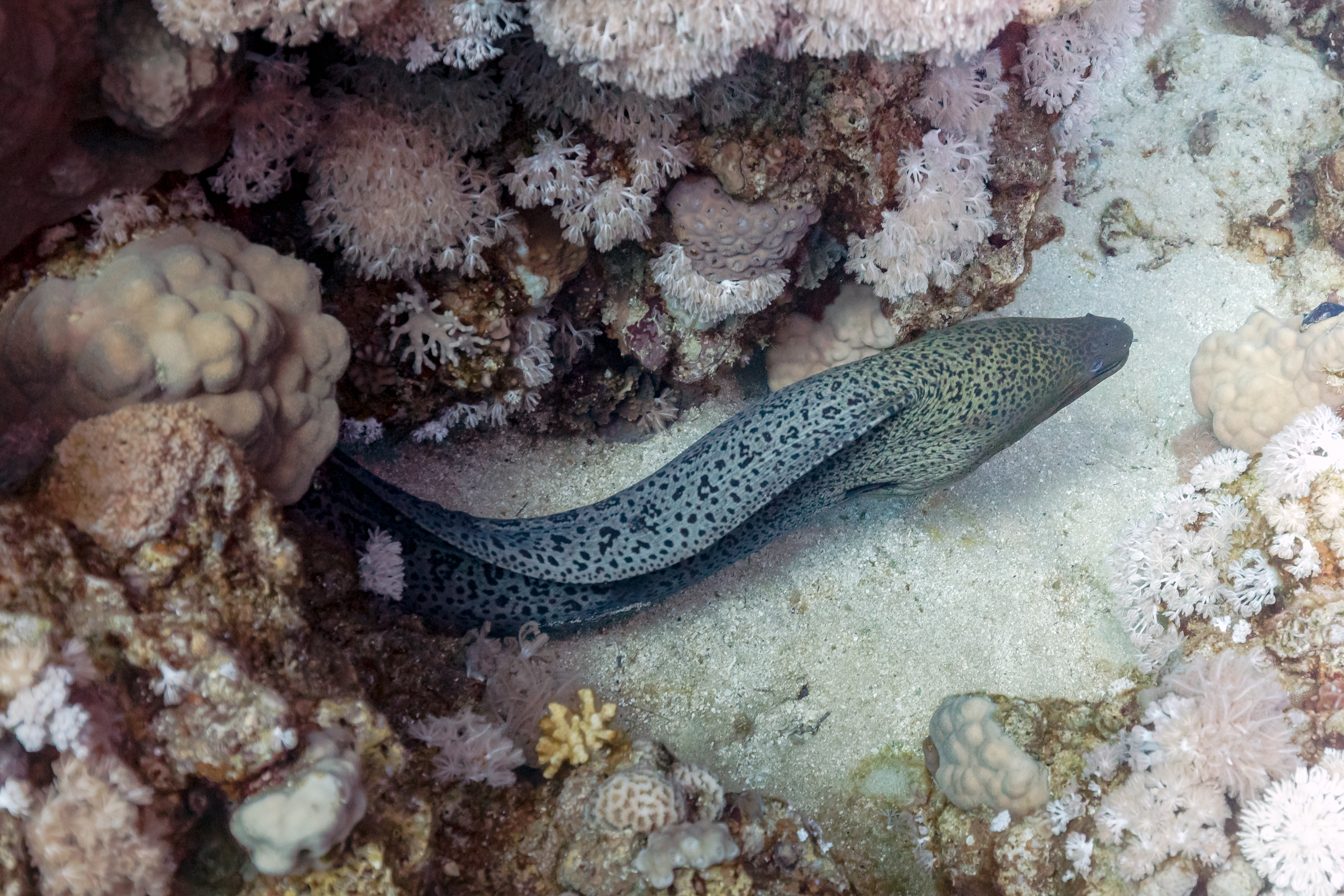

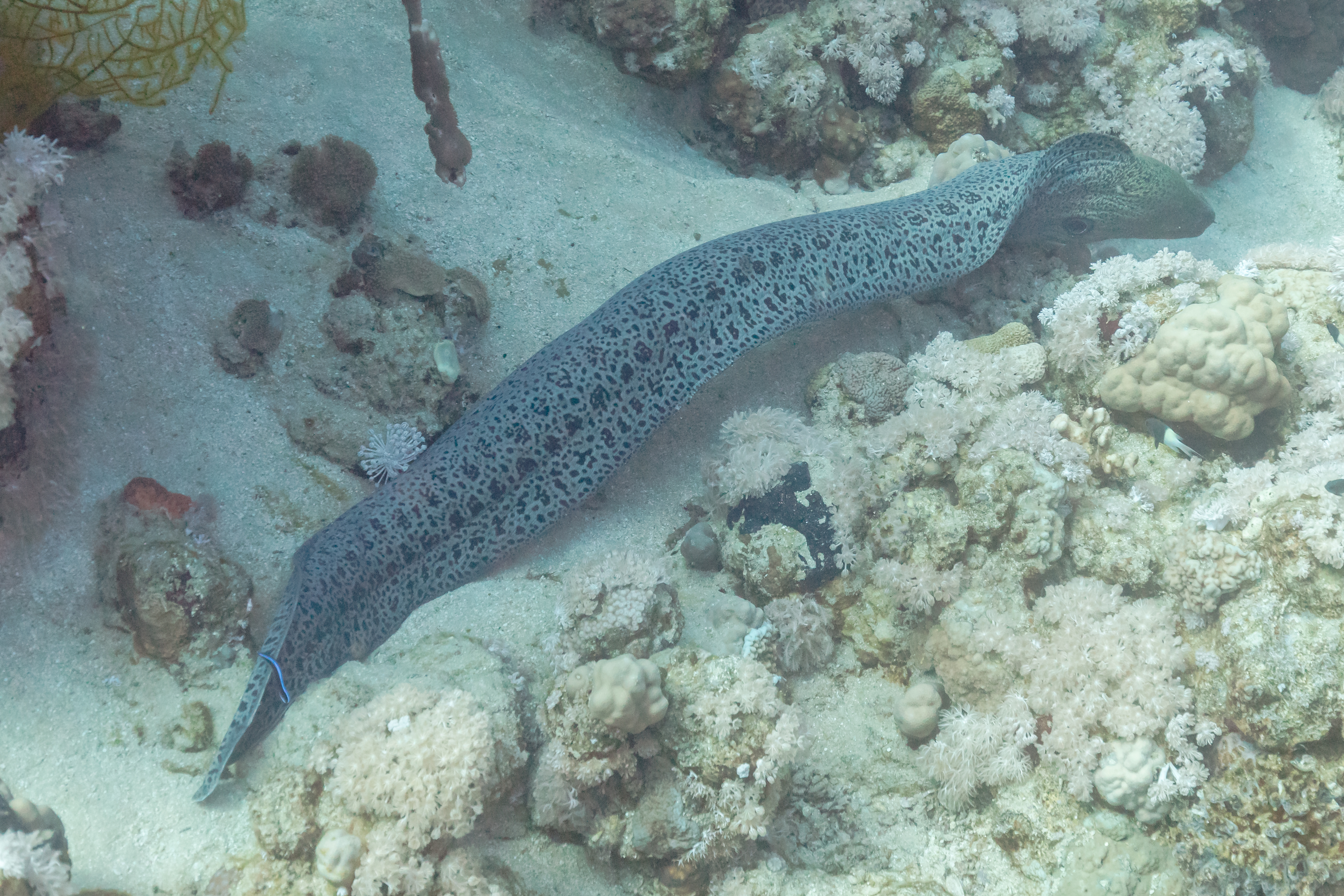
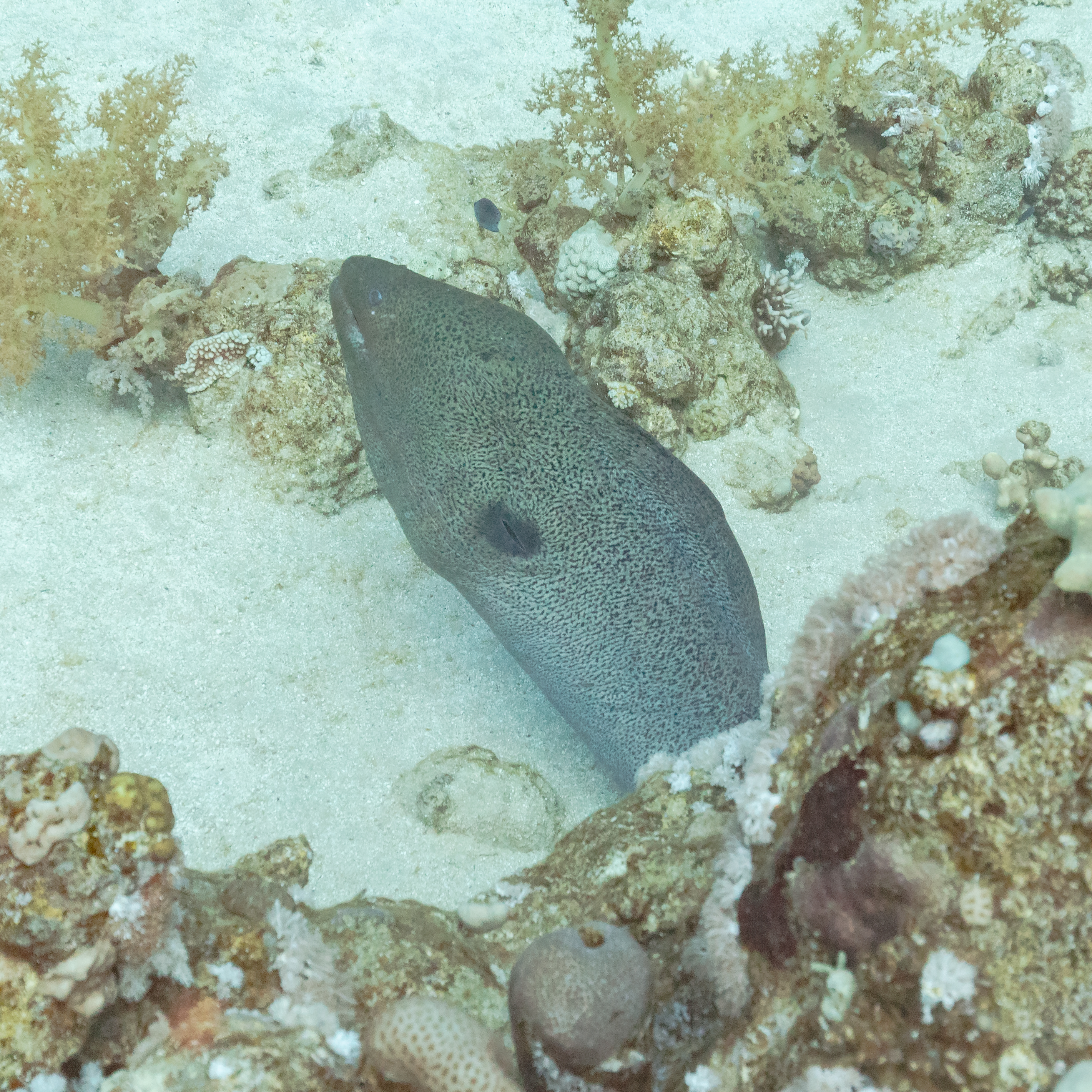
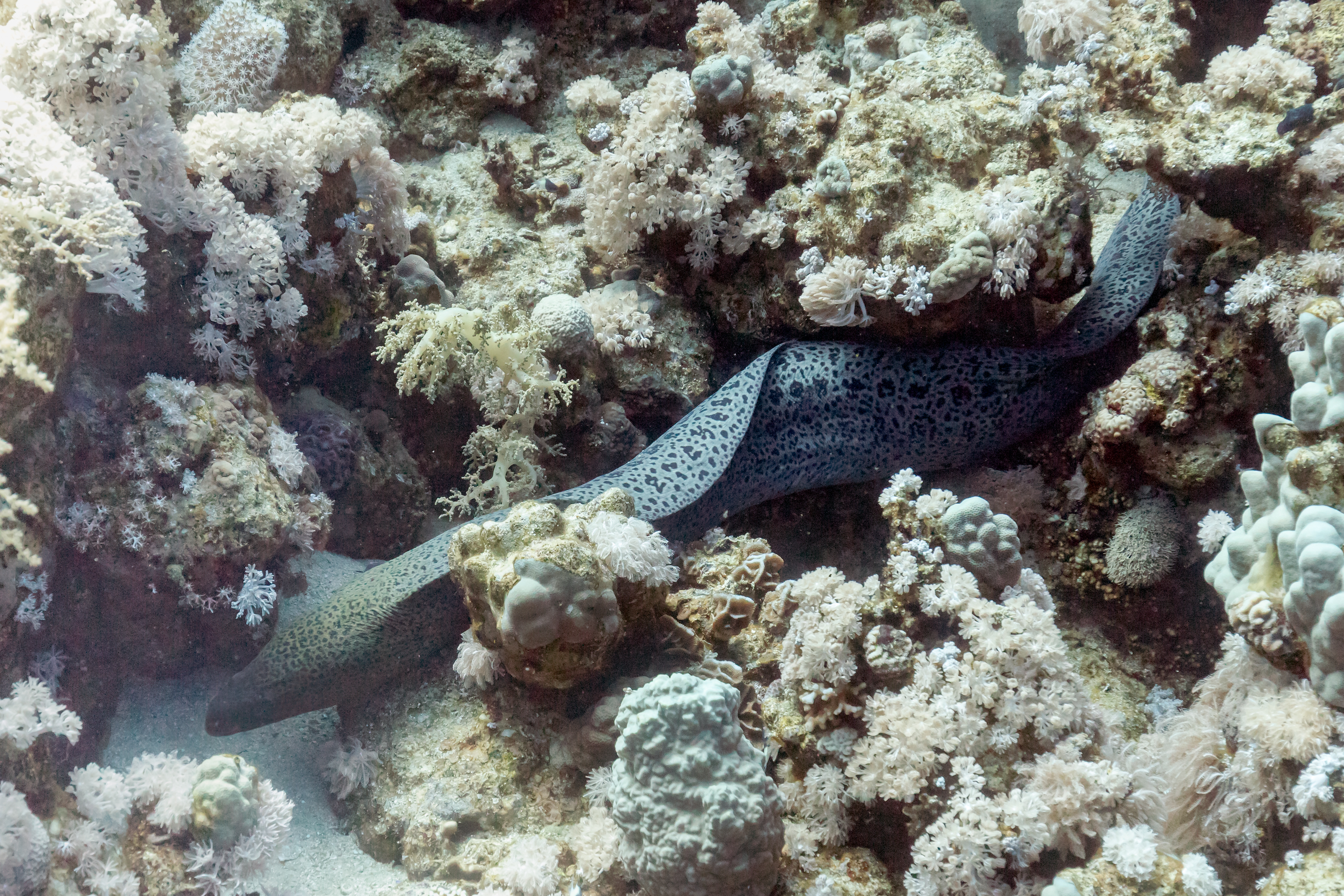
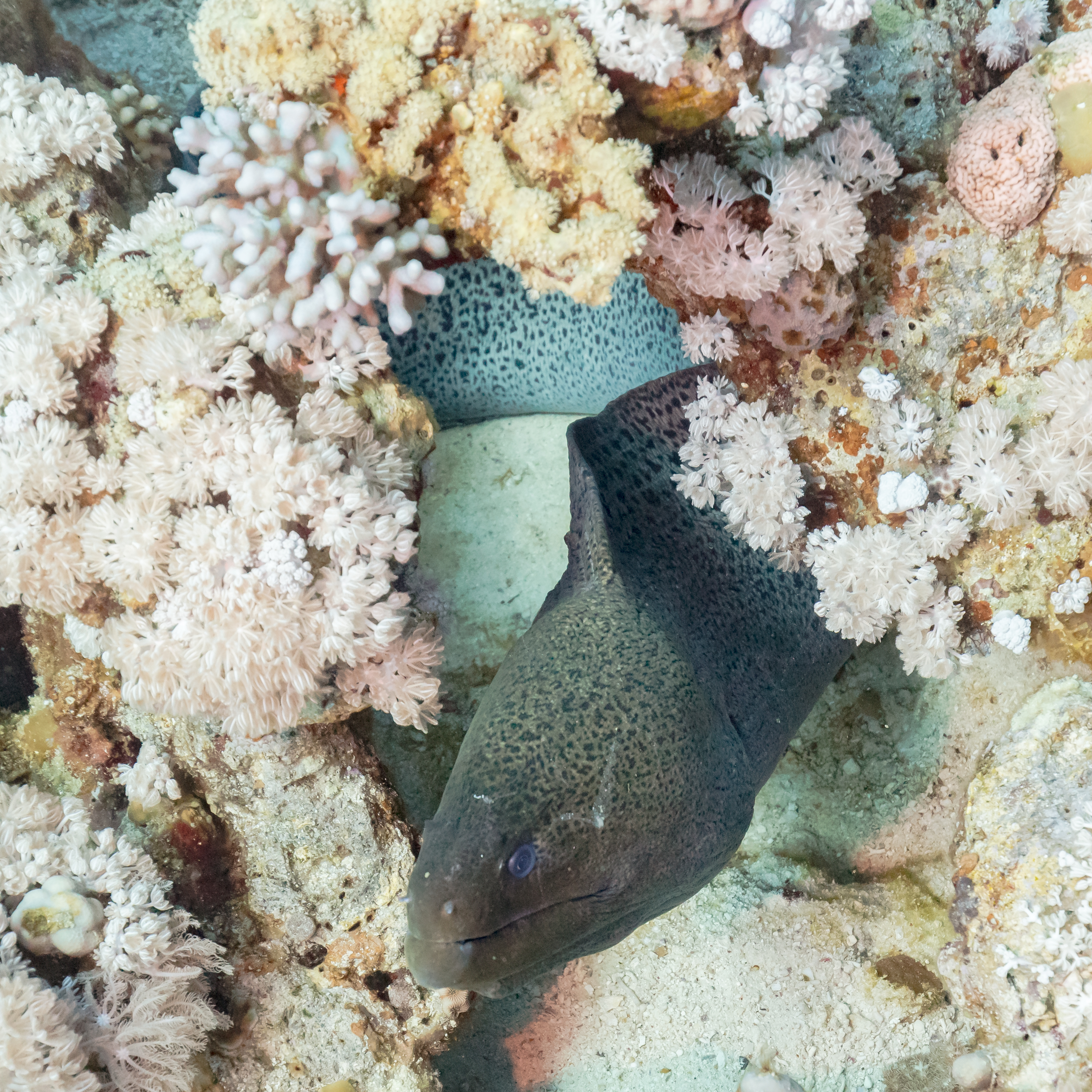